# St. Markus und Mariä (Wolkshausen)

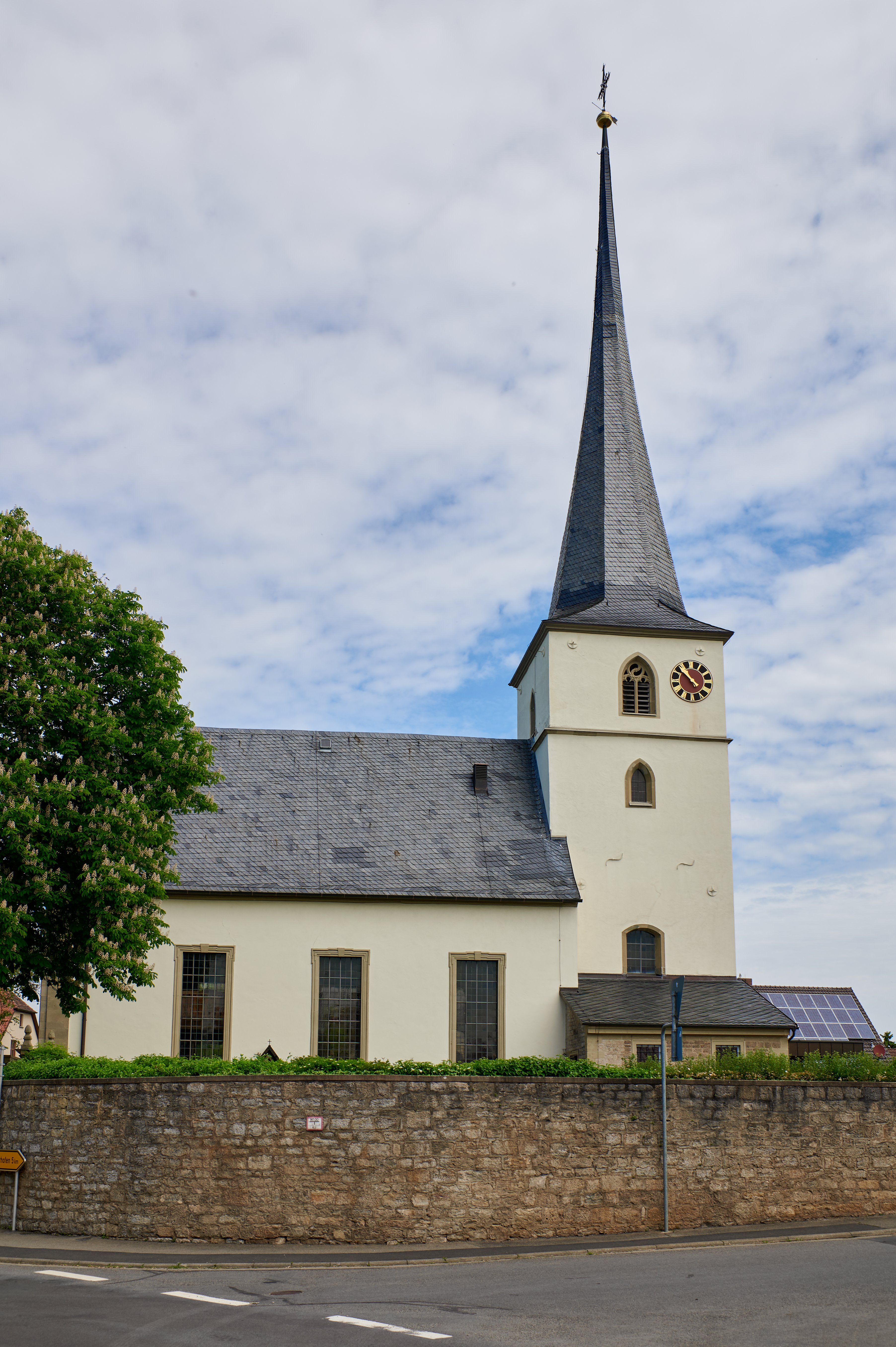
St. Markus und Mariä Verkündigung (Wolkshausen)

Die römisch-katholische, denkmalgeschützte Pfarrkirche St. Markus und Mariä Verkündigung steht in Wolkshausen, einem Gemeindeteil der Gemeinde Gaukönigshofen im Landkreis Würzburg (Unterfranken, Bayern). Die Kirche ist unter der Denkmalnummer D-6-79-134-77 als Baudenkmal in der Bayerischen Denkmalliste eingetragen. Die Pfarrei gehört zur Pfarreiengemeinschaft Zu den Schutzengeln im Gau (Gaukönigshofen) im Dekanat Ochsenfurt des Bistums Würzburg.

## Beschreibung
Die Saalkirche wurde im Kern 1616 erbaut. Sie besteht aus einem Langhaus, das 1778 nach Westen verlängert und mit einer Fassade versehen wurde, und einem Chorturm im Osten, an dem nach Süden die Sakristei angebaut wurde. In der Fassade befindet sich das Portal, das über eine Freitreppe erreicht wird. Auf dem obersten Geschoss des Chorturms, das die Turmuhr und den Glockenstuhl beherbergt, sitzt ein achtseitiger Knickhelm. 
Zur Kirchenausstattung aus der Mitte des 18. Jahrhunderts gehören ein Hochaltar im Chor, d. h. im Erdgeschoss des Chorturms, die beiden Seitenaltäre, die den Chorbogen flankieren, die Kanzel mit ihrem Schalldeckel an der Südwand des Langhauses, ein hölzernes Marienbildnis von 1450 und eine hölzerne Pietà von 1510. Auf der Empore im Westen steht eine Orgel.